# Sälevä
Sälevä eller Säleväjärvi är en sjö i Finland. Den ligger i kommunerna Sonkajärvi och Lapinlax i landskapet Norra Savolax, i den centrala delen av landet, 400 km norr om huvudstaden Helsingfors. Sälevä ligger 117,1 meter över havet. I omgivningarna runt Sälevä växer i huvudsak blandskog. Den är 21,59 meter djup. Arean är 16,8 kvadratkilometer och strandlinjen är 100,97 kilometer lång. Sjön  ingår i Vuoksens huvudavrinningsområde. 